# 谢思埸
谢思埸（1996年3月28日—），广东汕头人，中国男子跳水运动员，2018年6月，從暨南大學经济与國際贸易专业毕业，2019年继续在暨南大學念研究生。
2022年5月3日被授予中国青年五四奖章。

## 战绩
他曾获得2018年亚洲运动会跳水比赛男子3米彈板和男子双人3米彈板金牌，以及4枚世界游泳锦标赛跳水比赛金牌。2021年8月，他在2021年夏季奥林匹克运动会男子3米跳板與男子双人3米跳板项目中均获得金牌。
2024年8月8日，他在2024年巴黎夏季奥林匹克运动会男子单人3米跳板获得金牌。